# Sagamore Stévenin
Pour les articles homonymes, voir Stévenin.
Sagamore Stévenin est un acteur français, né le 9 mai 1974 à Paris.
Il est le fils du réalisateur et acteur Jean-François Stévenin et de Jacqueline Monnier, dite Florence Stévenin, psychanalyste.
Il est le demi-frère des comédiens Robinson, Salomé et Pierre Stévenin.

## Biographie
Le prénom Sagamore est la forme anglaise du français sagemore, transcription du titre des chefs suprêmes des tribus algonquines du Nord-Est américain et équivalent du narragansett sachem.
Il fait ses débuts en tant qu'acteur à la télévision en 1982 dans La Couleur de l'abîme, téléfilm de Pascal Kané, et interprète son premier rôle d'importance au cinéma en 1992 dans La Révolte des enfants de Gérard Poitou-Weber, aux côtés de son frère Robinson.
Il débute toutefois sa carrière sur le grand écran dès 1991, avec sa participation à La Totale de Claude Zidi. Il alterne ensuite les rôles à la télévision et au cinéma.  En 1996, il incarne le rôle de son père jeune, Jean-François Stévenin, dans Les Frères Gravet de René Féret. Il accède rapidement à des premiers rôles, avec La Cible de Pierre Courrège (1997) et Comme une bête de Patrick Schulmann (1998). C'est toutefois en 1999 qu'il acquiert sa notoriété auprès du grand public, grâce à son rôle dans Romance, film à scandale de Catherine Breillat. Aux côtés de Caroline Ducey et Rocco Siffredi, il interprète Paul, un mannequin qui refuse toute relation sexuelle avec sa petite amie.
Acteur polyvalent, il varie les registres et les genres : jeune acteur du cinéma d'avant-guerre et amant de Marion Cotillard dans Lisa de Pierre Grimblat (2001), il incarne ensuite un tueur à gages dans Sueurs de Louis-Pascal Couvelaire (2002), avant de rempiler avec ce même réalisateur pour le rôle-titre de l'adaptation de la bande dessinée Michel Vaillant (2003). Cette même année, 2003, il joue le rôle du romano dans Errance de Damien Odoul. Il aborde la comédie pure en 2004 avec Tu vas rire mais je te quitte de Philippe Harel.
Parallèlement, il joue dans plusieurs téléfilms, notamment sous la direction de Roger Vadim, Pierre Boutron, Caroline Huppert et Patrick Volson.
Il débute sur les planches à Paris en février 2006, pour l'adaptation théâtrale en français du film Orange mécanique, dans le rôle du héros, Alex.
En juin 2013, il revient sur le devant de la scène dans la série de TF1, Falco, il y incarne un policier se réveillant après vingt-deux ans de coma. En juin 2015, il annonce qu'il quitte la série dans la saison 4.

## Filmographie

### Cinéma

#### Longs métrages
- 1991 : La Totale !, de Claude Zidi
- 1992 : La Révolte des enfants, de Gérard Poitou-Weber
- 1996 : Les Frères Gravet, de René Féret
- 1997 : La Cible, de Pierre Courrège
- 1998 : Comme une bête, de Patrick Schulmann
- 1999 : Romance, de Catherine Breillat
- 2001 : Lisa, de Pierre Grimblat
- 2002 : Sueurs, de Louis-Pascal Couvelaire
- 2003 : Errance, de Damien Odoul
- 2003 : Michel Vaillant, de Louis-Pascal Couvelaire
- 2005 : Tu vas rire mais je te quitte, de Philippe Harel
- 2005 : Écorchés, de Cheyenne Carron
- 2006 : Un printemps à Paris, de Jacques Bral
- 2006 : Cages, de Olivier Masset-Depasse

#### Courts métrages
- 1984 : Courtes chasses de Manuel Flèche
- 2004 : Le point omega de Laure Hassan
- 2005 : Pre Face de Jean-Marc Minéo
- 2009 : Milo de Matthieu Serveau
- 2009 : T'essuies tes pieds steuplé! de Virginie Verrier
- 2010 : Le mal dans le sang de Matthieu Serveau
- 2010 : Concurrence Loyale de Jean Luc Herbulot
- 2011 : Esprit simple de Pierre Makyo

### Télévision
- 1982 : La Couleur de l'abîme de Pascal Kané
- 1994 : Jalna, mini-série de Philippe Monnier : Pierre Whiteoak
- 1996 : La Nouvelle Tribu, mini-série de Roger Vadim : Arthur
- 1997 : Un coup de baguette magique de Roger Vadim : Arthur
- 1999 : Le Cocu magnifique de Pierre Boutron : Bruno
- 1999 : La Liberté de Marie, mini-série de Caroline Huppert : Vincent
- 2003 : La Bête du Gévaudan de Patrick Volson : Pierre Rampal
- 2005 : Bel-Ami de Philippe Triboit : Georges Duroy
- 2005 : 1905 d'Henri Helman : Julien Peyrac
- 2008 : Coco Chanel, mini-série de Christian Duguay : Étienne Balsan
- 2009 : David Copperfield d'Ambrogio Lo Giudice : James Steerforth
- 2011 : Demain je me marie de Vincent Giovanni : William
- 2011 : Je, François Villon, voleur, assassin, poète... de Serge Meynard : Colin de Cayeux
- 2011 : T'es pas la seule ! de Pierre-Antoine Hiroz : Samuel (œnologue)
- 2013 : Rouge Brésil de Sylvain Archambault : Capitaine Gonzague
- 2013 - 2016 : Falco, sérié créée par Clothilde Jamin : Alexandre Falco
- 2015 : Capitaine Marleau, épisode Le Domaine des Sœurs Meyer réalisé par Josée Dayan : Dimitri Nobécourt
- 2016 : Innocente, mini-série de Lionel Bailliu : Hugo Combas
- 2017 : Altitudes de Pierre-Antoine Hiroz : Antoine
- 2018 : Meurtres en Cornouaille de Franck Mancuso : Tristan Legay
- 2019 : Puzzle de Laurence Katrian : Thomas Aubert
- 2020 : Léo Matteï, Brigade des mineurs : Thierry Erlanger
- 2020 : La Fugue de Xavier Durringer : Éric
- 2021 : Luther de David Morley : Yann
- 2022 : Addict de Didier Le Pêcheur : Bruno
- 2023 : The New Look de Julia Ducournau : Pierre Reverdy

### Réalisation
- La Danse de l'ours : en cours de développement